# Ривър Джий
Рижър Джий е окръг в Либерия. Разположен е в югоизточната част на страната и граничи с Кот д'Ивоар. Границата с Кот д'Ивоар е образувана от река Кавайа. Столица на окръга е град Фиштаун. Ривър Джий се дели на 2 района.

## Демография
Населението на Ривър Джий е 66 789 души, включително хиляди хора, избягали от Кот д'Ивоар в Либерия по време на конфликта там през 2002. Площта на окръга е 5110 км². Около 92% от населението на окръга получава по-голямата част от доходите си от земеделска продукция. Най-масово отглежданата култура е оризът, а други важни за окръга култури са бананите и маниоката.